# Herói Nacional de Barbados
O Heról Nacional de Barbados (em inglês:  National Hero of Barbados) é um título honorário criado pelo Parlamento de Barbados em 1998. Como parte deste ato, os Heróis Nacionais receberam o título de "The Right Excellent". O Dia dos Heróis Nacionais é comemorado anualmente no dia 28 de abril.
O Herói Nacional mais recente é a cantora Rihanna, agraciada em 29 de novembro de 2021.

## História
O título de Herói Nacional foi criado em 1998 pelo Parlamento de Barbados, através da Lei da Ordem dos Heróis Nacionais (em inglês:  Order of National Heroes Act), e é atribuído a personalidades de Barbados. Estes são então designados pelo título de "O Muito Honorável" (em inglês:  The Right Excellent). O Dia dos Heróis Nacionais é um feriado em Barbados todo 28 de abril em sua homenagem. Foi comemorado pela primeira vez em 1998 para marcar o centenário do nascimento de Sir Grantley Adams.
Sir Grantley foi o primeiro premiê de Barbados e o único primeiro-ministro da Federação das Índias Ocidentais (1958–1962), tendo sido um advogado altamente respeitado e um campeão da justiça social no país.

## Lista de heróis

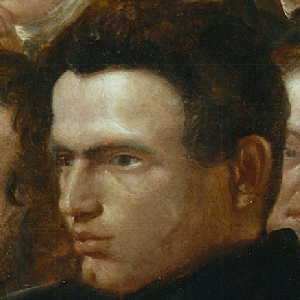
Samuel Jackman Prescod, político barbadense.

Os onze "heróis de Barbados" são, em ordem cronológica, as seguintes personalidades:
| Nº | Nome                   | Datas            | Ocupação                         |
| -- | ---------------------- | ---------------- | -------------------------------- |
| 1  | Bussa                  | Falecido em 1816 | Líder de uma revolta de escravos |
| 2  | Sarah Ann Gill         | 1795-1866        | Figura religiosa                 |
| 3  | Samuel Jackman Prescod | 1806-1871        | Político                         |
| 4  | Charles Duncan O'Neal  | 1879-1936        | Médico e ativista                |
| 5  | Clement Payne          | 1904-1941        | Sindicalista                     |
| 6  | Grantley Herbert Adams | 1898-1987        | Primeiro Premier de Barbados     |
| 7  | Errol Barrow           | 1920–1987        | Primeiro-ministro de Barbados    |
| 8  | Hugh Springer          | 1913–1994        | Governador-geral de Barbados     |
| 9  | Frank Walcott          | 1916-1999        | Sindicalista                     |
| 10 | Garfield Sobers        | Nascido em 1936  | Jogador de críquete;             |
| 11 | Rihanna                | Nascida em 1988  | Cantora e artista                |